# Palais Marc'Aurelio Rebuffo
Le palais Marc'Aurelio Rebuffo, également appelé palais Serra, est un édifice situé sur la Piazza di Santa Sabina dans le centre historique de Gênes. Le bâtiment a été inclus dans la liste des palais enregistrés aux Rolli de Gênes. Aujourd'hui, il abrite le Département des Langues et Cultures Modernes de l'université de Gênes.